# Kroatië op het wereldkampioenschap voetbal 2006
Kroatië is een van de landen die deelnamen aan het Wereldkampioenschap voetbal 2006. Kroatië kwalificeerde zich voor het WK voetbal door als eerste te eindigen in de kwalificatieronde in de groep 8 van de Europese zone. Het was de derde keer in de korte bestaansgeschiedenis van het land, dat het meedeed aan het eindtoernooi. Het beste resultaat tot dan toe werd behaald in 1998, toen het land in de halve finale werd uitgeschakeld door de latere kampioen Frankrijk en uiteindelijk derde werd door in de troostfinale Nederland met 2-1 te verslaan.

## Kwalificatie
Als lid van de UEFA speelde Kroatië in de achtste van acht groepen waarin alle landen deelnamen. Ieder land ontmoette elkaar in zowel een thuis- als een uitwedstrijd, de groepsindeling was aan de hand van resultaten in het verleden en een daaraan gekoppelde loting bepaald. Alleen de groepswinnaar zou zich rechtstreeks kwalificeren, terwijl de nummer twee het zou mogen opnemen tegen een nummer twee uit een andere groep, mits dat land het best geklasseerde land op de tweede plaats was, ook dan was rechtstreekse kwalificatie een feit.
Samen met Zweden en Bulgarije behoorde Kroatië tot de grootste kanshebbers op een rechtstreeks ticket naar het WK. In de onderlinge duels met Bulgarije pakte Kroatië 4 punten. De Bulgaren presteerden verder middelmatig en moesten op ruime afstand genoegen nemen met de derde plaats in de groep. Tegen Zweden won Kroatië tot tweemaal toe. Een gelijkspel tegen Malta, Bulgarije en Hongarije zorgde er echter voor dat beide landen in punten op gelijke hoogte kwamen. Ondanks het betere doelsaldo van Zweden ging Kroatië als groepswinnaar naar het WK dankzij het onderlinge resultaat. Zweden mocht zich eveneens opmaken voor het WK toen bleek dat zij het best geklasseerde waren van alle als tweede geëindigde landen.

### Wedstrijden
| 4 september, 2004 | Kroatië   | 3 – 0 | Hongarije |
| 8 september, 2004 | Zweden    | 0 – 1 | Kroatië   |
| 9 oktober, 2004   | Kroatië   | 2 – 2 | Bulgarije |
| 26 maart, 2005    | Kroatië   | 4 – 0 | IJsland   |
| 30 maart, 2005    | Kroatië   | 3 – 0 | Malta     |
| 4 juni, 2005      | Bulgarije | 1 – 3 | Kroatië   |
| 3 september, 2005 | IJsland   | 1 – 3 | Kroatië   |
| 7 september, 2005 | Malta     | 1 – 1 | Kroatië   |
| 8 oktober, 2005   | Kroatië   | 1 – 0 | Zweden    |
| 12 oktober, 2005  | Hongarije | 0 – 0 | Kroatië   |

### Ranglijst
| Land      | Wed | Win | Gel | Ver | DV | DT | +/- | Pnt |
| --------- | --- | --- | --- | --- | -- | -- | --- | --- |
| Kroatië   | 10  | 7   | 3   | 0   | 21 | 5  | 16  | 24  |
| Zweden    | 10  | 8   | 0   | 2   | 30 | 4  | 26  | 24  |
| Bulgarije | 10  | 4   | 3   | 3   | 17 | 17 | 0   | 15  |
| Hongarije | 10  | 4   | 2   | 4   | 13 | 14 | -1  | 14  |
| IJsland   | 10  | 1   | 1   | 8   | 14 | 27 | -13 | 4   |
| Malta     | 10  | 0   | 3   | 7   | 4  | 32 | -28 | 3   |

## Groep F
Voor velen was titelverdediger Brazilië opnieuw de favoriet, het herbergde vier van de beste voetballers allen spelend voor grote clubs: Adriano (Inter Milan), middenvelder Kaká (AC Milan), topscorer Ronaldo (Real Madrid) en vooral Ronaldinho (FC Barcelona) die met zijn wervelende acties verantwoordelijk was voor de Champions League winst. Heel Berlijn keek verwachtingsvol uit naar de eerste wedstrijd tegen Kroatië, maar de wedstrijd was bleekjes en alleen een sterk moment van Kaká was genoeg voor de winst. Ook de wedstrijd tegen Australië viel voor de liefhebbers van samba-voetbal tegen, Australië kreeg na de 1-0 van Adriano genoeg kansen, maar het werd uiteindelijk 2-0 door invaller Fred. Brazilië was al geplaatst, in de laatste wedstrijd tegen Japan maakte een veredeld B-team een veel frisser indruk, het won met 4-1 en de in de eerste wedstrijden zwaar tegenvallende Ronaldo scoorde twee doelpunten en was nu met Gerd Müller topscorer aller tijden.
Japan, Kroatië en Australië streden om de tweede plaats, Japan kwam tegen Australië op een 1-0 voorsprong door een doelpunt van de bij
Celtic spelende Shunsuke Nakuruma na verkeerd inlopen van de Australische doelman Mark Schwarzer en stond vijf minuten voor tijd nog steeds voor. De Nederlandse bondscoach Guus Hiddink, die eerder wonderen verrichtte op het vorige WK bij Zuid-Korea bracht Tim Cahill en John Aloisi in, zij zorgden voor drie doelpunten in vijf minuten tijd. Het waren de eerste doelpunten en de eerste zege van Australië op een WK. Japan tegen Kroatië was doelpuntloos, mede omdat de Kroaat Darijo Srna een strafschop miste.
In het beslissende duel tegen Kroatië zou Australië genoeg hebben aan een gelijkspel. Al vroeg in de wedstrijd kwam Kroatië voor door een vrije trap van Srna, na een overduidelijke handsbal kreeg Australië een strafschop die de gelijkmaker opleverde. Hiddink had voor de wedstrijd doelman Schwarzer gepasseerd ten gunste van ex-Roda JC doelman Željko Kalac, dat was geen gelukkige keuze, want hij blunderde opzichtig bij het tweede doelpunt. De Australiërs hadden echter een geweldige fighting spirit en kwamen in de 77e minuut op gelijke hoogte na een doelpunt van Harry Kewell. Australië had zich geplaatst voor de achtste finales en Hiddink had opnieuw een huzarenstukje afgeleverd. In de slotfase kreeg de Kroaat Josip Šimunić zijn tweede gele kaart, scheidsrechter Graham Poll vergat hem uit het veld te sturen en later stuurde Poll hem toch uit het veld na een derde gele kaart. Poll besluit na deze opmerkelijke blunder zijn loopbaan te beëindigen.
| Land      | Wed | Win | Gel | Ver | DV | DT | +/− | Pnt |
| --------- | --- | --- | --- | --- | -- | -- | --- | --- |
| Brazilië  | 3   | 3   | 0   | 0   | 7  | 1  | 6   | 9   |
| Australië | 3   | 1   | 1   | 1   | 5  | 5  | 0   | 4   |
| Kroatië   | 3   | 0   | 2   | 1   | 2  | 3  | –1  | 2   |
| Japan     | 3   | 0   | 1   | 2   | 2  | 7  | –5  | 1   |

|                                               |                              |       |              |                                                                                             |
| 12 juni 2006 «onderlinge duels» 15:00 (UTC+2) | Australië                    | 3 – 1 | Japan        | Fritz-Walter-Stadion, Kaiserslautern Toeschouwers: 46.000 Scheidsrechter: Esam Abd El Fatah |
| 12 juni 2006 «onderlinge duels» 15:00 (UTC+2) | Cahill 84', 89' Aloisi 90+2' |       | 26' Nakamura | Fritz-Walter-Stadion, Kaiserslautern Toeschouwers: 46.000 Scheidsrechter: Esam Abd El Fatah |

|                                               |          |       |         |                                                                               |
| 13 juni 2006 «onderlinge duels» 21:00 (UTC+2) | Brazilië | 1 – 0 | Kroatië | Olympiastadion, Berlijn Toeschouwers: 72.000 Scheidsrechter: Benito Archundia |
| 13 juni 2006 «onderlinge duels» 21:00 (UTC+2) | Kaká 44' |       |         | Olympiastadion, Berlijn Toeschouwers: 72.000 Scheidsrechter: Benito Archundia |

|                                               |         |       |       |                                                                                        |
| 18 juni 2006 «onderlinge duels» 15:00 (UTC+2) | Kroatië | 0 – 0 | Japan | easyCredit-Stadion, Neurenberg Toeschouwers: 41.000 Scheidsrechter: Frank De Bleeckere |
| 18 juni 2006 «onderlinge duels» 15:00 (UTC+2) |         |       |       | easyCredit-Stadion, Neurenberg Toeschouwers: 41.000 Scheidsrechter: Frank De Bleeckere |

|                                               |                      |       |           |                                                                         |
| 18 juni 2006 «onderlinge duels» 18:00 (UTC+2) | Brazilië             | 2 – 0 | Australië | Allianz Arena, München Toeschouwers: 66.000 Scheidsrechter: Markus Merk |
| 18 juni 2006 «onderlinge duels» 18:00 (UTC+2) | Adriano 49' Fred 90' |       |           | Allianz Arena, München Toeschouwers: 66.000 Scheidsrechter: Markus Merk |

|                                               |            |       |                                             |                                                                              |
| 22 juni 2006 «onderlinge duels» 21:00 (UTC+2) | Japan      | 1 – 4 | Brazilië                                    | Signal Iduna Park, Dortmund Toeschouwers: 65.000 Scheidsrechter: Éric Poulat |
| 22 juni 2006 «onderlinge duels» 21:00 (UTC+2) | Tamada 34' |       | 45+1', 81' Ronaldo 53' Juninho 59' Gilberto | Signal Iduna Park, Dortmund Toeschouwers: 65.000 Scheidsrechter: Éric Poulat |

|                                               |                      |       |                             |                                                                                 |
| 22 juni 2006 «onderlinge duels» 21:00 (UTC+2) | Kroatië              | 2 – 2 | Australië                   | Mercedes-Benz Arena, Stuttgart Toeschouwers: 52.000 Scheidsrechter: Graham Poll |
| 22 juni 2006 «onderlinge duels» 21:00 (UTC+2) | Srna 2' N. Kovač 56' |       | 38' (pen.) Moore 79' Kewell | Mercedes-Benz Arena, Stuttgart Toeschouwers: 52.000 Scheidsrechter: Graham Poll |

## Wedstrijden gedetailleerd
WK voetbal 2006 (Groep F) Brazilië - Kroatië
WK voetbal 2006 (Groep F) Japan - Kroatië
WK voetbal 2006 (Groep F) Kroatië - Australië

## Opmerkingen
1. ↑  Gearchiveerde kopie. Gearchiveerd op 20 oktober 2022. Geraadpleegd op 20 oktober 2022.
2. ↑  https://www.youtube.com/watch?v=iwD3bvyj4Nk
3. ↑  https://www.youtube.com/watch?v=vAScekoDlmY
4. ↑  https://www.nieuwsblad.be/cnt/g9cthe42
5. ↑  http://news.bbc.co.uk/sport2/hi/football/world_cup_2006/4853210.stm
6. ↑  https://www.trouw.nl/nieuws/bevrijde-ronaldo-nu-wk-topscorer-aller-tijden~b15753f3/
7. ↑  https://m.fcupdate.nl/voetbalnieuws/35382/hiddink-schrijft-historie-met-australie/
8. ↑  https://www.standaard.be/cnt/dmf18062006_044
9. ↑  https://www.youtube.com/watch?v=f4pwdZSN0Qk
10. ↑  https://www.trouw.nl/nieuws/guus-hiddink-met-australie-naar-laatste-zestien~b2e407c9/
11. ↑  https://www.elfvoetbal.nl/Overige/216079/drie-keer-geel-voor-simunic
12. ↑  https://www.trouw.nl/nieuws/blunder-leidt-tot-einde-loopbaan-poll~b8ee2e57/

HNS · A-internationals · Selecties · Bondscoaches · Statistieken · Kroatisch vrouwenelftal · Olympisch elftal · Kroatië U21 · Kroatië U20 · Kroatië U19 · Kroatië U18 · Kroatië U17 · Kroatië U16
1940 – 1956 ·
1990 – 1999 ·
2000 – 2009 ·
2010 – 2019 ·
2020 − 2029
EK's: 1996 · 
2000 · 
2004 · 
2008 · 
2012 · 
2016 · 
2020 · 
2024
WK's: 1998 · 
2002 · 
2006 · 
2010 · 
2014 · 
2018 · 
2022
1940 · 
1941 · 
1942 · 
1943 · 
1944 · 
1945–1955 · 
1956 · 
1957–1989 · 
1990 · 
1991 · 
1992 · 
1993 · 
1994 · 
1995 · 
1996 · 
1997 · 
1998 · 
1999 · 
2000 · 
2001 · 
2002 · 
2003 · 
2004 · 
2005 · 
2006 · 
2007 · 
2008 · 
2009 · 
2010 · 
2011 · 
2012 · 
2013 ·  
2014 · 
2015 · 
2016 · 
2017 · 
2018 ·
2019 ·
2020 ·
2021 ·
2022 ·
2023
Albanië ·
Andorra ·
Argentinië ·
Armenië ·
Australië ·
Azerbeidzjan · 
België ·
Bosnië en Herzegovina ·
Brazilië ·
Bulgarije ·
Canada ·
Chili ·
China ·
Cyprus ·
Denemarken ·
Duitsland ·
Ecuador ·
Egypte ·
Engeland ·
Estland ·
Finland ·
Frankrijk ·
Georgië ·
Gibraltar ·
Griekenland ·
Hongarije ·
Hongkong ·
Ierland ·
IJsland ·
Indonesië ·
Iran ·
Israël ·
Italië ·
Jamaica ·
Japan ·
Joegoslavië ·
Jordanië ·
Kameroen · 
Kazachstan ·
Kosovo ·
Letland ·
Litouwen ·
Liechtenstein ·
Mali ·
Malta ·
Marokko · 
Mexico ·
Moldavië ·
Nederland ·
Nigeria ·
Noord-Ierland ·
Noord-Macedonië ·
Noorwegen ·
Oekraïne ·
Oostenrijk ·
Peru ·
Polen ·
Portugal ·
Qatar ·
Roemenië ·
Rusland ·
San Marino ·
Saoedi-Arabië ·
Schotland ·
Senegal · 
Servië · 
Slovenië ·
Slowakije ·
Spanje ·
Tsjechië ·
Tunesië ·
Turkije ·
Wales ·
Wit-Rusland ·
Zuid-Korea ·
Zweden ·
Zwitserland
Argentinië (2018) ·
Argentinië (2022) ·
Australië (2006) ·
België (2022) ·
Brazilië (2006) ·
Brazilië (2014) ·
Brazilië (2022) ·
Denemarken (2018) ·
Duitsland (2008) ·
Engeland (2018) ·
Engeland (2021) ·
Frankrijk (2018) ·
Ierland (2012) ·
IJsland (2018) ·
Italië (2012) ·
Japan (2006) ·
Kameroen (2014) ·
Marokko (2022, 1) ·
Marokko (2022, 2) ·
Mexico (2014) ·
Nigeria (2018) ·
Oostenrijk (2008) ·
Polen (2008) ·
Rusland (2018) ·
Schotland (2021) ·
Spanje (2012) ·
Spanje (2021) ·
Tsjechië (2016) ·
Tsjechië (2021) ·
Turkije (2008) ·
Turkije (2016)